# 山村留学

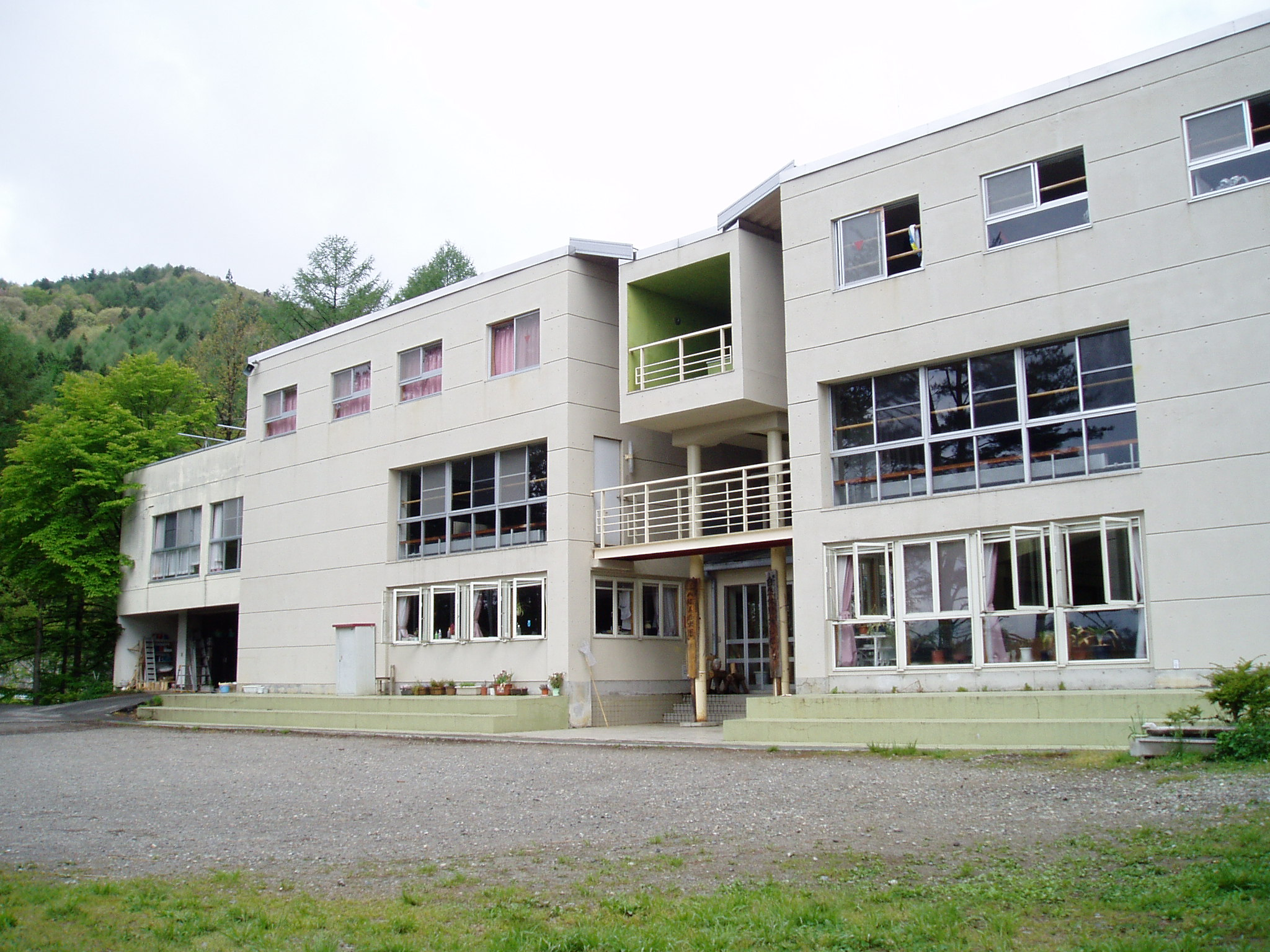
八坂野外活動センター「やまなみ山荘」（長野県大町市）

山村留学（さんそんりゅうがく）とは、都市部の小・中学生が長期間に渡って親元を離れ、自然豊かな農山村や漁村で生活をすること。海岸地域や離島においては海浜留学、離島留学と称していることもある。
夏休み・冬休み・春休みを利用したものを短期山村留学、1年間単位で実施するものを長期山村留学とすることもあるが、一般に山村留学といえば後者を意味する。ここでは、主に長期山村留学について解説し、中山間・離島地域の公立高校の全国募集も解説する。

## 歴史
1968年、東京の小学校教師・青木孝安（公益財団法人育てる会創設者）が夏休みに長野県北安曇郡八坂村（現在の長野県大町市八坂）で行った教育キャンプが発端である。
- 年齢にあわせた無理のない活動内容
- 一週間から10日の長期活動
- 農家宿泊を取り入れるなど地域の生活文化体験を重視

といった当時としては画期的なプログラムが参加児童に好評で、冬休みや春休みにも拡大。
そのうちに、だんだん長期滞在を希望する者が多くなったことから長期のプログラムも実施。それでもまだ好評で、参加者からもっといたい、という声が上がったため1年間単位で実施するこの制度がスタートした。

## 生活方式の分類
| 生活方式の分類                     | 特色 | メリット | デメリット | 留意点・その他 |
| ---------------------------------- | --- | --- | --- | --- |
| 山村留学センター方式               | 山村留学センターで専門指導員のもと子供たちが共同生活を送る。                                                                    | 専門指導員の下、多彩なプログラムが体験できる。 終了後も施設によっては短期体験活動などのリーダーができるところもある。                               | 施設の運営者の考えによって施設やプログラムにばらつきがある。 体験活動や食事の提供に悪影響が生じないよう、専門職員の配置が必要。                                                            | 学校の長期休業中に行われる短期体験活動に参加するなどして事前に本人・保護者自らの目で運営方針を確認する必要がある。                                                                      |
| 里親方式                           | 農山村地域住民に協力してもらい、地元家庭に下宿。 地域の農山村の生活文化を体験させる。                                           | 地域に溶け込みやすい。 終了後も里親との交流を通してその地域と付き合いが生まれる。                                                                   | 里親にかかる負担が大きい。 地域住民が高齢化すると受け入れを中止したり方式の変更を余儀なくされる。 里親と教育委員会・学校等の連携により、里親が勝手な判断や不適切な指導をしない配慮が必要。 | 最もポピュラーな方式で全国各地で実施されてきた。 兵庫県宍粟市にはこの方式の山村留学制度では西日本最長の学校があった。                                                                   |
| 里親・センター併用方式（学園方式） | 半分はセンターで指導員と集団生活し、残り半分は地元の里親と生活するという方式がとられる。                                        | 地域の農山村の生活文化に触れることができるうえ、専門指導員による多彩な体験ができる。 自分を生かす場所の選択肢が広がり、のびのびとした生活が送れる。 | 費用が高くなりがちである。 | 学校の長期休業中に行われる短期体験活動に参加できるところを選ぶとよい。 大町市の八坂・美麻をはじめ、山村留学発祥団体である育てる会が運営・指導する山村留学の多くはこの形式をとっている。 |
| 山村留学住宅方式                   | 地元が住宅を用意し、そこに親子で入居する。 家族の一部または家族ごと転入し、従来通り家族で生活しながら地域の学校へ通学する方式。 | 開始のハードルが低い。 人口を増やしたい時など、移住の前段階として活用しやすい。                                                                     | 親が山村留学の趣旨をよく理解し、子供の成長を阻害しない配慮が必要。 また、地元住民が留学生やその家庭を理解し、地域の中で孤立しない配慮も必要である。                                        | 空き家を整備した住宅や公営住宅が提供される場合が多い。 北海道に多く見られるが、近年は近畿地方でもこの方式が増えてきている。                                                             |

このほか、農山漁村在住の祖父母や親せきが里親になる方式も見られる。
いずれにせよ、山村留学生は地元の学校に通い、地元の子供と一緒に学校生活を送る。

## 高校の山村・離島留学
- 中山間・離島地域を中心に200校近くの公立高校が全国募集を実施している。
- 北海道おといねっぷ美術工芸高等学校では学習分野の特異専門性の他、議会で学区制度をなくし全国から幅広く生徒を募集することで、過疎地区にある小規模な村立高校であるにも拘らず、在校生徒の9割以上が村外出身者を占め、経営的に成功した例と言える。
- 兵庫県立村岡高等学校に設置された普通科地域アウトドアスポーツ類型に係る特色選抜入試では進学連携校方式を採用せず、全国から出願可能である。
- 山村留学の離島版というべき「高校生の離島留学制度」も長崎県[4]、島根県（後述）、奥尻島、天売島（北海道）、久米島（沖縄県）などで実施しているが、神津島（東京都）、八丈島（東京都）のように他道府県からの志願を認めない学校もある。
- 島根県では、隠岐島前高校の県外出身生徒の増加の実績を受けて、全県ぐるみで『しまね留学』と称して、山間・離島部を中心とした公立高校の県外受験生受け入れに熱心であり、2020年からは、安来、大田、浜田、益田といった市街地の高校の普通科、理数科で従前の学区制限を外して、県外志願者の受け入れを拡大している。

## 目的
基本的にはさまざまな自然体験や農山漁村の暮らしを体験することによって、子供たちの生きる力を育むことを目的としている。
- 農業・漁業などその地域の産業を体験する
- 自然の中で遊ばせることで自然を知る
- 過疎地域の人口減に伴い、児童・生徒数減少による廃校に歯止めをかける
- 集団生活を理解させ、連帯感を養う
- 地元の行事・祭り・スポーツに参加させ、子供に多くの活動の体験をさせる
- 親元から離れて暮らすことで、自立を促す
- 都市と農山漁村の交流推進

また自然体験や少人数の教育環境により不登校の解決法として活用されることもある。
但し、現地での集団生活や公立学校での生活を送る意思が子ども自身にある場合に限られ、治療目的での留学は難しい事が多い。

## 問題点・課題
- 留学する意思が本人になく、親などまわりが送り出した場合は、現地生活になじめず留学の継続が難しくなる場合がある。
- 素行に問題がある子供、情緒不安定の子供などを親が手放したいと思う場合、また転地療法の感覚で子供を山村留学にだす場合などは、そうした子どもを受け入れることによって留学先が混乱・疲弊したり、山村留学事業そのものの存続が難しくなる場合がある。
- 受け入れる方法、地域によって費用も大きく異なる。また、内容も地域によって様々であるため、学校の長期休業中に行われる短期体験活動に参加するなどして事前に本人・保護者自らの目で運営方針を確認できるところを選択するなど、費用のみならず内容をよく吟味する必要がある。
- 親元から離すことでホームシックや、文化が異なる場所に住むことによることでストレスを感じ、孤立する場合もある。
- 中には、留学の成果が上がらず実施校が廃校に追い込まれる場合もある（愛知県豊根村富山地区・兵庫県宍粟市道谷地区など）。
- 里親方式の場合、受け入れる里親側の高齢化という問題もある。また、里親・教育委員会・学校等の連携が取れていないと里親が勝手な判断で不適切な指導に走る恐れがある。
- 不登校の児童生徒の場合、不登校になった要因が本人にあると山村留学をして環境を変えることだけでは解決しないことがある。
- 留学制度利用者の保護者間で不協和が生じた場合、事態を調整する指導員や機関を整えていないと、地域やＰＴＡをも巻き込んだトラブルとなることがある。

## 山村留学を題材とした作品

### 小説
- 笹生陽子『楽園のつくりかた』（2002年、講談社）父親の死を受容できない中学生が、長野県の亡父の実家に母と「山村留学」する。

### テレビドラマ
- 楽園のつくりかた（2003年、NHK総合） - 天海祐希主演のドラマ。

- みんな昔は子供だった（2005年、関西テレビ） - 国仲涼子主演のドラマ。東京から山梨県の田舎の小学校に赴任した女性教師と山村留学生との心温まる交流を描いた。

### 映画
- 僕に、会いたかった（2019年） - 島根県・隠岐諸島を舞台に、主人公の漁師と島留学の高校生との交流を描く。

### 漫画
- 高橋しん『髪を切りに来ました。』（2019年-、白泉社） - 沖縄県の架空の離島に東京から離島留学してくるワケあり父子が主人公。

## その他
- 女優の若村麻由美は、小学5年生から6年生までの2年間、長野県八坂村（現在の長野県大町市八坂）に山村留学したことで知られている。